# Lapis lazuli
Lapis lazuli, katkad skaćeno na lapis, metamorfna je stijena koja se upotrebljava kao poludragi kamen, od doba antike cijenjena zbog intenzivne boje. Naziv joj potječe od perzijske riječi lāžward, koja je također označavala dragulj, a sačinjava ju poglavito lazurit, pirit i kalcit. 
Iskopavao se već u 7. tisućljeću pr. Kr. u Sar-i Sang rudnicima na sjeveroistoku Afganistana te u drugim rudnicima pokrajine Badahšan. Artefakti od lapisa lazuli, datirani u oko 7570. godinu pr. Kr., pronađeni su u Bhirrani, najstarijem nalazištu civilizacije doline Inda (7570. – 1900. pr. Kr.), koja je lapis smatrala izrazito vrijednim. Perlice od lapisa pronađene su i u neolitskim grobnicama Mehrgarha, Kavkaza te čak i Mauretanije. Također se koristio u posmrtnoj masci Tutankamona (1341. – 1323. pr. Kr.).
Do kraja srednjeg vijeka, lapis lazuli počeo se izvoziti u Europu, gdje ga se mljelo u prah i pretvorilo u pigment ultramarin. Ultramarin su tada koristili neki od najvažnijih umjetnika renesanse i baroka, uključujući Masaccia, Perugina, Tiziana i Vermeera, te je često bio namijenjen odjeći centralnih likova u njihovim djelima, posebice Djevici Mariji. Pigment je pronađen i u zubnom kamencu srednjevjekovnih časnih sestara i pisara, što se vjeruje da je rezultat lizanja kistova kojima su pisali rukopise kako bi im zašiljili vrškove.

## Iskapanje
Značajan izvor lapisa lazulija danas su i dalje rudnici na sjeveroistoku Afganistana, no velike se količine iskapaju i kod Bajkalskog jezera u Rusiji i u čileanskim Andama, gdje su ga iskapale i Inke kako bi od njega načinile razne artefakte i nakit. U manjim se količinama iskapa u Pakistanu, Italiji, Mongoliji, SAD-u i Kanadi.

## Vanjske poveznice
|  | Zajednički poslužitelj ima stranicu o temi Lapis lazuli |